# Joseph Marie-Pierre Théophile Thirion
Pour les articles homonymes, voir Thirion.
Joseph Marie-Pierre Théophile Thirion est un missionnaire et collecteur botanique français, né le 5 mars 1872 à Macheren (Lorraine annexée) et décédé le 8 août 1919 à Tinfan, en Chine, province de Guizhou.

## BIographie
Sa famille quitte la Lorraine annexée par l'Empire allemand, pour la France et s'établit en Vendée, à la Flouellière. Il entre aux missions étrangères de Paris le 16 octobre 1894 et est ordonné prêtre le 28 juin 1896.
Il part pour le Guizhou un mois plus tard. Il y étudie le chinois à Guiyang, puis le Dioi à Wangmo où il reste jusqu'à 1899. Il travailla ensuite à Tongzhou (près de Pingtang) jusqu'en 1902, puis à Gantchouen jusqu'en 1905. Il devient curé de Kensy jusqu'en 1910 et à partir de cette date, il exerce ses fonctions à Tinfan où il meurt le 8 août 1919 de problèmes urinaires.
Durant sa mission, il a sillonné inlassablement les secteurs qui lui étaient confiés. Il a collecté de nombreux échantillons de plantes qu'il a adressés à l'Académie internationale de géographie botanique fondée par Mgr Léveillé.

## Plantes qui lui ont été dédiées
Quatre plantes lui ont été dédiées :
- Indigofera thirionni H.Lév. (1913) - Fabacée de Chine (Guizhou)
- Paraboea thirionii (H.Lév.) B.L.Burtt (1980) - Gesnériacée de Chine (Guizhou) (Synonyme : Boea thirioni H.Lév.)
- Paraprenanthes thirionii (H.Lév.) C.Shih (1988) - Astéracée (Synonyme : Lactuca thirionni H.Lév.)
- Strobilanthes thirionni H.Lév. (1913) - Acanthacée de Chine (Guizhou)

## Référence
- Biographie de Joseph Thirion sur le site des Missions étrangères de Paris